# Aeroportul Podkamennaya Tunguska
Aeroportul Podkamennaya Tunguska (IATA: TGP, ICAO: UNIP) este un aeroport din Krasnoiarsk, Rusia ce deservește zona Bor⁠(d). Aeroportul a fost tranzitat în 2017 de 10.560 de pasageri.
Situat la o altitudine de 65 m, aeroportul dispune de o singură pistă.